# Шеномме
Шеномме́ (фр. Chenommet) — коммуна во Франции, находится в регионе Пуату — Шаранта. Департамент — Шаранта. Входит в состав кантона Манль. Округ коммуны — Конфолан.
Код INSEE коммуны — 16094.
Коммуна расположена приблизительно в 370 км к юго-западу от Парижа, в 75 км южнее Пуатье, в 33 км к северу от Ангулема.

## Население
| Год  | Численность | Численность |
| ---- | ----------- | ----------- |
| 1968 | 182         | [ 7 ]       |
| 1975 | 160         | [ 7 ]       |
| 1982 | 148         | [ 7 ]       |
| 1990 | 146         | [ 7 ]       |
| 1999 | 128         | [ 7 ]       |
| 2006 | 141         | [ 7 ]       |
| 2011 | 156         | [ 7 ]       |
| 2013 | 163         |             |
| 2015 | 164         | [ 8 ]       |
| 2017 | 165         | [ 4 ]       |

## Администрация
| Период | Период | Фамилия       | Партия | Примечания |
| ------ | ------ | ------------- | ------ | ---------- |
| 1995   | 2008   | Робер Перишон |        |            |
| 2008   |        | Ален Лебур    |        |            |

## Экономика
В 2007 году среди 82 человек в трудоспособном возрасте (15—64 лет) 59 были экономически активными, 23 — неактивными (показатель активности — 72,0 %, в 1999 году было 57,1 %). Из 59 активных работали 53 человека (30 мужчин и 23 женщины), безработных было 6 (2 мужчины и 4 женщины). Среди 23 неактивных 3 человека были учениками или студентами, 14 — пенсионерами, 6 были неактивными по другим причинам.

## Достопримечательности
- Приходская церковь Сен-Пьер
  - Каменная кропильница (XIV век). Высота — 115 см, длина — 140 см. Исторический памятник с 1933 года[10]
- Дольмен Пьер-Фоль, расположенный в восточной части коммуны. Исторический памятник с 2012 года[11]

## Фотогалерея

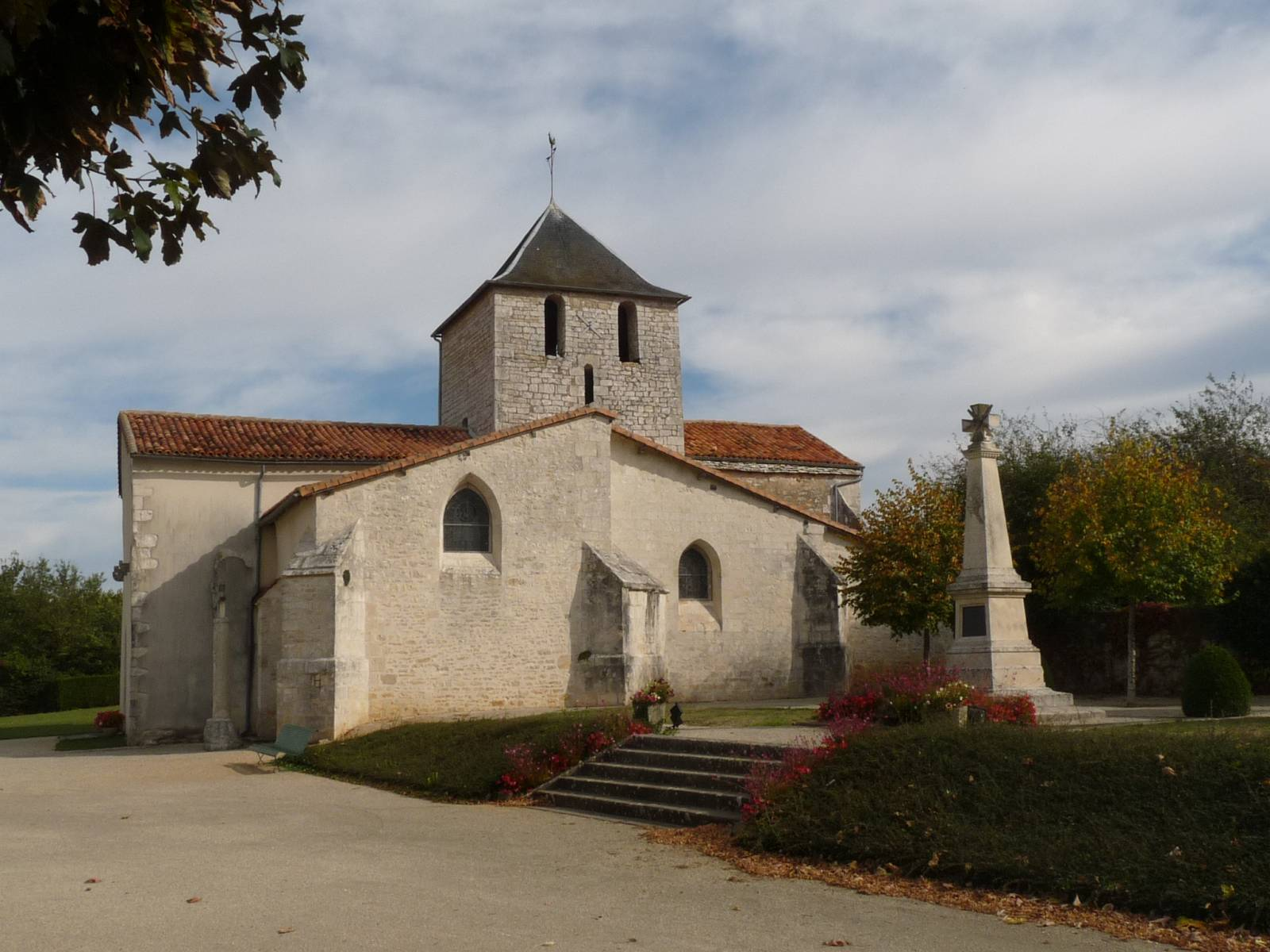
Церковь Сен-Пьер и военный мемориал
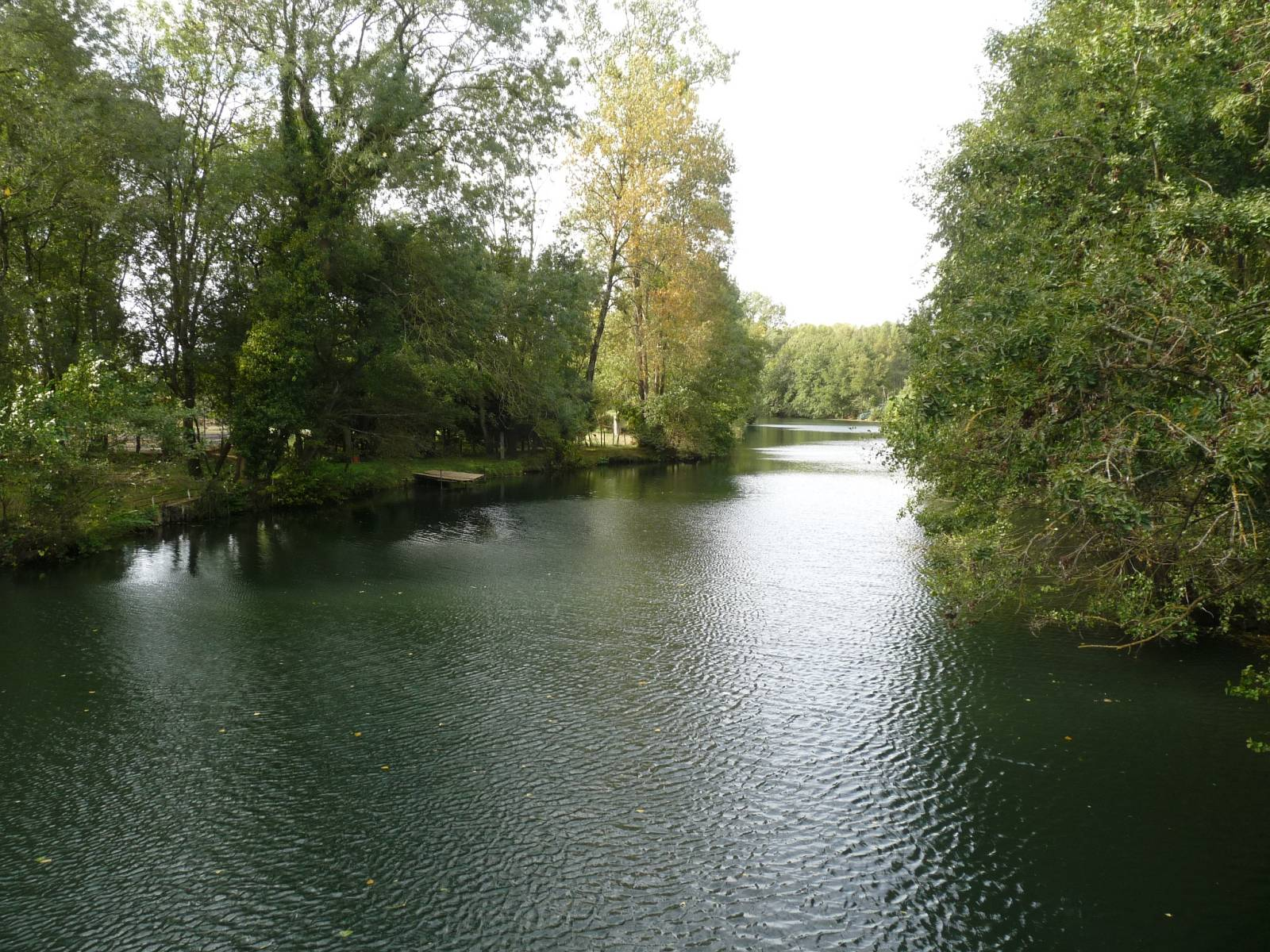
Река Шаранта
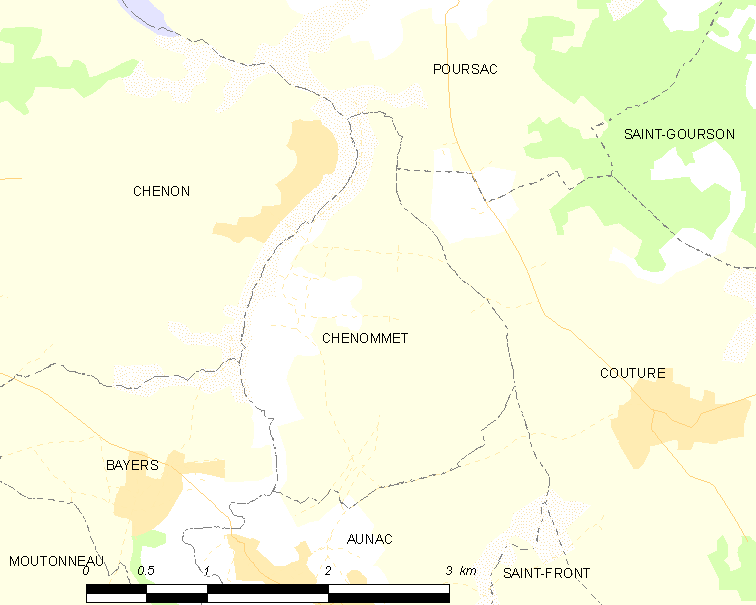
Карта коммуны